# Mauro Gerk
Mauro Néstor Gerk Larrea (Coronel Dorrego, Argentina, 9 de mayo de 1977) es un exjugador y entrenador de fútbol argentino. Actualmente está sin club.

## Carrera como jugador
Debutó a los 18 años en Newell's Old Boys en su país natal, participando del Campeonato Sudamericano Sub-20 de 1997 al lado de figuras como Juan Román Riquelme y Walter Samuel, bajo las órdenes de José Pekerman.
En 2010 llegó al Club Tijuana de la Liga de Ascenso, donde se convirtió inmediatamente en un referente para el eje de ataque y fue muy importante para que el club lograra su primer campeonato. Sin embargo, tras el ascenso a primera división en 2011 y la llegada de jugadores como Dayro Moreno, el importante crecimiento de Joe Corona y posteriormente la contratación de Duvier Riascos, Mauro se convierte en suplente jugando así pocos minutos en el Apertura 2011 y Clausura 2012. Terminado su contrato con Tijuana, en 2012 regresa al Querétaro Fútbol Club quien a su vez lo cedió a préstamo.
Su último equipo fue el Cruz Azul Hidalgo de la Liga de Ascenso de México, en el que jugó su última temporada.

## Carrera como entrenador
Luego de su retiro, Gerk fue durante muchos años el asistente técnico de Diego Cocca en Defensa y Justicia, Racing Club, Millonarios y en Tijuana.
En junio de 2019, fue oficializado como entrenador de la reserva de Racing Club. En enero de 2021, dejó su cargo tras la finalización del Torneo de Reserva. Un año más tarde, asumió el control de la reserva de Defensa y Justicia. No obstante, en mayo de 2022, presentó su renuncia para asumir como técnico en el Querétaro.
El 31 de mayo de 2022, fue presentado oficialmente en el club mexicano. El 6 de diciembre de 2024, llegó a un acuerdo para rescindir su contrato después de la finalización del Apertura 2024.

## Clubes

### Como jugador
| Club                 | País                | Año                 | Partidos | Goles | Media |
| -------------------- | ------------------- | ------------------- | -------- | ----- | ----- |
| Newell's Old Boys    | Argentina           | 1995 - 1997         | 22       | 6     | 0.27  |
| Quilmes              | Argentina           | 1997 - 1998         | 27       | 10    | 0.37  |
| Atlanta              | Argentina           | 1998 - 1999         | 28       | 12    | 0.43  |
| Argentino de Rosario | Argentina           | 1999 - 2000         | 31       | 8     | 0.26  |
| Villa Mitre          | Argentina           | 2000 - 2001         | 32       | 10    | 0.31  |
| Atlético Rafaela     | Argentina           | 2001 - 2002         | 25       | 8     | 0.32  |
| Querétaro            | México              | 2002                | 10       | 1     | 0.1   |
| La Piedad            | México              | 2002                | 25       | 11    | 0.44  |
| Cajeteros de Celaya  | México              | 2003 - 2005         | 76       | 58    | 0.76  |
| Querétaro            | México              | 2005 - 2007         | 70       | 34    | 0.49  |
| Dorados de Sinaloa   | México              | 2007 - 2008         | 41       | 16    | 0.39  |
| Querétaro            | México              | 2008 - 2010         | 47       | 28    | 0.6   |
| Club Tijuana         | México              | 2010 - 2013         | 74       | 20    | 0.27  |
| Cruz Azul Hidalgo    | México              | 2012                | 7        | 0     | 0     |
| Total en su Carrera  | Total en su Carrera | Total en su Carrera | 515      | 206   | 0.4   |

## Estadísticas

### Como jugador
| Club                           | Div           | Temporada     | Liga  | Liga  | Copas nacionales(1) | Copas nacionales(1) | Torneos internacionales(2) | Torneos internacionales(2) | Total | Total | Media goleadora |
| Club                           | Div           | Temporada     | Part. | Goles | Part.               | Goles               | Part.                      | Goles                      | Part. | Goles | Media goleadora |
| ------------------------------ | ------------- | ------------- | ----- | ----- | ------------------- | ------------------- | -------------------------- | -------------------------- | ----- | ----- | --------------- |
| Newell's Old Boys Argentina    |               |               |       |       |                     |                     |                            |                            |       |       | Media goleadora |
| 1ª                             | 1995-96       | 10            | 2     | -     | -                   | -                   | -                          | 10                         | 2     | 0.2   |                 |
| 1ª                             | 1996-97       | 12            | 4     | -     | -                   | -                   | -                          | 12                         | 4     | 0.33  |                 |
| Total club                     | Total club    | 22            | 6     | -     | -                   | -                   | -                          | 22                         | 6     | 0.27  |                 |
| Quilmes A.C. Argentina         |               |               |       |       |                     |                     |                            |                            |       |       |                 |
| 2ª                             | 1997-98       | 27            | 10    | -     | -                   | -                   | -                          | 27                         | 10    | 0.37  |                 |
| Total club                     | Total club    | 27            | 10    | -     | -                   | -                   | -                          | 27                         | 10    | 0.37  |                 |
| C.A. Atlanta Argentina         |               |               |       |       |                     |                     |                            |                            |       |       |                 |
| 2ª                             | 1998-99       | 28            | 12    | -     | -                   | -                   | -                          | 28                         | 12    | 0.43  |                 |
| Total club                     | Total club    | 28            | 12    | -     | -                   | -                   | -                          | 28                         | 12    | 0.43  |                 |
| Argentino de Rosario Argentina |               |               |       |       |                     |                     |                            |                            |       |       |                 |
| 2ª                             | 1999-00       | 31            | 8     | -     | -                   | -                   | -                          | 31                         | 8     | 0.26  |                 |
| Total club                     | Total club    | 31            | 8     | -     | -                   | -                   | -                          | 31                         | 8     | 0.26  |                 |
| Villa Mitre Argentina          |               |               |       |       |                     |                     |                            |                            |       |       |                 |
| 2ª                             | 2000-01       | 32            | 10    | -     | -                   | -                   | -                          | 32                         | 10    | 0.31  |                 |
| Total club                     | Total club    | 32            | 10    | -     | -                   | -                   | -                          | 32                         | 10    | 0.31  |                 |
| Atlético Rafaela Argentina     |               |               |       |       |                     |                     |                            |                            |       |       |                 |
| 2ª                             | 2001          | 25            | 8     | -     | -                   | -                   | -                          | 25                         | 8     | 0.32  |                 |
| Total club                     | Total club    | 25            | 8     | -     | -                   | -                   | -                          | 25                         | 8     | 0.32  |                 |
| Querétaro F.C. · México        |               |               |       |       |                     |                     |                            |                            |       |       |                 |
| 2ª                             | 2002          | 10            | 1     | -     | -                   | -                   | -                          | 10                         | 1     | 0.1   |                 |
| 2ª                             | 2005-06       | 40            | 21    | -     | -                   | -                   | -                          | 40                         | 21    | 0.53  |                 |
| 1ª                             | 2006-07       | 30            | 13    | -     | -                   | -                   | -                          | 30                         | 13    | 0.43  |                 |
| 2ª                             | 2008-09       | 39            | 27    | -     | -                   | -                   | -                          | 39                         | 27    | 0.69  |                 |
| 1ª                             | 2009          | 8             | 1     | -     | -                   | -                   | -                          | 8                          | 1     | 0.13  |                 |
| Total club                     | Total club    | 127           | 63    | -     | -                   | -                   | -                          | 127                        | 63    | 0.5   |                 |
| C.F. La Piedad · México        |               |               |       |       |                     |                     |                            |                            |       |       |                 |
| 2ª                             | 2002          | 25            | 11    | -     | -                   | -                   | -                          | 25                         | 11    | 0.44  |                 |
| Total club                     | Total club    | 25            | 11    | -     | -                   | -                   | -                          | 25                         | 11    | 0.44  |                 |
| Cajeteros de Celaya · México   |               |               |       |       |                     |                     |                            |                            |       |       |                 |
| 2ª                             |               |               |       |       |                     |                     |                            |                            |       |       |                 |
| 2003                           | 7             | 4             | -     | -     | -                   | -                   | 7                          | 4                          | 0.57  |       |                 |
| 2003-04                        | 32            | 26            | -     | -     | -                   | -                   | 32                         | 26                         | 0.81  |       |                 |
| 2004-05                        | 37            | 28            | -     | -     | -                   | -                   | 37                         | 28                         | 0.76  |       |                 |
| Total club                     | Total club    | 76            | 58    | -     | -                   | -                   | -                          | 76                         | 58    | 0.76  |                 |
| Dorados de Sinaloa · México    |               |               |       |       |                     |                     |                            |                            |       |       |                 |
| 2ª                             | 2007-08       | 41            | 16    | -     | -                   | -                   | -                          | 41                         | 16    | 0.39  |                 |
| Total club                     | Total club    | 41            | 16    | -     | -                   | -                   | -                          | 41                         | 16    | 0.39  |                 |
| C. Tijuana · México            |               |               |       |       |                     |                     |                            |                            |       |       |                 |
| 2ª                             | 2010          | 20            | 9     | -     | -                   | -                   | -                          | 20                         | 9     | 0.45  |                 |
| 2ª                             | 2010-11       | 39            | 10    | -     | -                   | -                   | -                          | 39                         | 10    | 0.26  |                 |
| 1ª                             | 2011-12       | 15            | 1     | -     | -                   | -                   | -                          | 15                         | 1     | 0.07  |                 |
| Total club                     | Total club    | 74            | 20    | -     | -                   | -                   | -                          | 74                         | 20    | 0.27  |                 |
| Cruz Azul Hidalgo · México     |               |               |       |       |                     |                     |                            |                            |       |       |                 |
| 2ª                             | 2012          | 7             | 0     | -     | -                   | -                   | -                          | 7                          | 0     | 0     |                 |
| Total club                     | Total club    | 7             | 0     | -     | -                   | -                   | -                          | 7                          | 0     | 0     |                 |
| Total carrera                  | Total carrera | Total carrera | 515   | 206   | -                   | -                   | -                          | -                          | 515   | 206   | 0.4             |

### Como entrenador
| Querétaro | México |             |    |    |    |    |        |
| Querétaro | México | 2022 - 2024 | 93 | 21 | 30 | 42 | 33.33% |

## Palmarés

### Campeonatos nacionales
| Título                          | Club           | País   | Año  |
| ------------------------------- | -------------- | ------ | ---- |
| Torneo Clausura Primera 'A'     | Querétaro F.C. | México | 2005 |
| Campeón de Ascenso              | Querétaro F.C. | México | 2006 |
| Torneo Apertura Primera 'A'     | Querétaro F.C. | México | 2008 |
| Campeón de Ascenso              | Querétaro F.C. | México | 2009 |
| Torneo Apertura Liga de Ascenso | C. Tijuana     | México | 2010 |
| Campeón de Ascenso              | C. Tijuana     | México | 2011 |

### Campeonatos internacionales
| Título              | Equipo    | Sede  | Año  |
| ------------------- | --------- | ----- | ---- |
| Sudamericano Sub-20 | Argentina | Chile | 1997 |

### Distinciones individuales
- Goleador Histórico del Celaya FC con 58 goles.

- Segundo Máximo Goleador Histórico de Querétaro FC con 63 goles